# (299) Thora
(299) Thora ist ein Asteroid des inneren Hauptgürtels, der am 6. Oktober 1890 vom österreichischen Astronomen Johann Palisa an der Universitätssternwarte Wien entdeckt wurde.
Der Asteroid ist benannt nach Thor, dem nordischen Gott des Donners, des Wetters und der Ernte. Die Benennung erfolgte durch den deutschen Chemiker und Geheimrat Carl Scheibler (1827–1899) in Berlin. In der nordischen Mythologie taucht dieser Name aber auch wiederholt als Gemahlin von Helgi, Gemahlin von Ragnar Lodbrok und als Freundin von Gudrun auf.

## Wissenschaftliche Auswertung
Aus Ergebnissen der IRAS Minor Planet Survey (IMPS) wurden 1992 erstmals Angaben zu Durchmesser und Albedo für zahlreiche Asteroiden abgeleitet, darunter auch (299) Thora, für die damals Werte von 17,1 km bzw. 0,17 erhalten wurden. Eine Auswertung von Beobachtungen durch das Projekt NEOWISE im nahen Infrarot führte 2011 zu vorläufigen Werten für den Durchmesser und die Albedo im sichtbaren Bereich von 16,4 oder 17,6 km bzw. 0,18 oder 0,16. Nach neuen Messungen mit NEOWISE wurden die Werte 2014 auf 14,8 oder 15,8 km bzw. 0,26 oder 0,25 korrigiert. Nach der Reaktivierung von NEOWISE im Jahr 2013 und Registrierung neuer Daten wurden die Werte 2016 angegeben mit 16,1 km bzw. 0,20, diese Angaben beinhalten aber hohe Unsicherheiten.
Photometrische Messungen des Asteroiden fanden erstmals statt vom 2. April bis 3. Juni 2014 im Rahmen einer Zusammenarbeit zwischen dem Organ Mesa Observatory in New Mexico und dem Observatorio Los Algarrobos (OLASU) in Uruguay. Zu der Zeit war es der Asteroid mit der niedrigsten Ordnungsnummer, von dem noch keine Rotationsperiode bekannt war. Aus der in 32 Nächten aufgezeichneten Lichtkurve konnte eine solche von 273,6 h bestimmt werden. (299) Thora ist damit ein sehr langsamer Rotator, aber Hinweise auf eine taumelnde Rotation konnten nicht gefunden werden, obwohl eine solche auch nicht völlig ausgeschlossen werden konnte.
Eine weitere, noch ausführlichere Beobachtungskampagne wurde vom 31. Oktober 2016 bis 26. März 2017 am Organ Mesa Observatory durchgeführt. Eine sorgfältige Analyse der erhaltenen Daten führte zur Bestimmung einer Rotationsperiode von 272,9 h, der halbe und der doppelte Wert konnten dagegen ausgeschlossen werden. Auch ergaben sich wieder keine Anzeichen einer Taumelbewegung.
Aus archivierten Daten des Asteroid Terrestrial-impact Last Alert System (ATLAS) aus dem Zeitraum 2015 bis 2018 wurden in einer Untersuchung von 2020 mit der Methode der konvexen Inversion für ein dreidimensionales Gestaltmodell des Asteroiden zwei alternative Positionen für die Rotationsachse mit einer retrograden Rotation sowie eine Periode von 273,42 h bestimmt. Im Jahr 2021 wurde aus archivierten Daten und photometrischen Messungen von Gaia DR2 erneut eine Rotationsachse mit retrograder Rotation berechnet. Die Rotationsperiode wurde dabei zu 273,400 h bestimmt. Aus den Daten von ATLAS konnte in einer Untersuchung von 2022 mit der Methode der konvexen Inversion noch einmal eine Rotationsperiode von 273,4 h bestimmt werden.